# Arctia hepialoides
Arctia hepialoides är en fjärilsart som beskrevs av Smith och Boyes 1960. Arctia hepialoides ingår i släktet Arctia och familjen björnspinnare. Inga underarter finns listade i Catalogue of Life.